# Weisz Julián
Weisz Julián, névváltozatai: Weiss Julián, Weisz Gyula (Temesvár, 1858. november 2. – Budapest, 1944. április 18.) újságíró, író.

## Élete
Weiss Ármin és Steinbach Terézia fia. Testvére Vida (Weisz) Bódog lapszerkesztő volt. Tanulmányait szülővárosában, Bécsben és Budapesten végezte. 1880-ban kezdte újságírói pályáját Temesvárott, majd Budapesten a Wiener Allgemeine Zeitung levelezője lett. 1881-től 1907-ig szerkesztette a Grecsák Károly által alapított Budapester Tageblattot, az első német nyelvű ellenzéki napilapot. 1907-től egy cikluson át országgyűlési képviselő volt, 1910-től a Pester Lloyd főmunkatársaként és szépirodalmi szerkesztőjeként dolgozott. 1918-ban udvari tanácsosi címet kapott. Az 1920-as években a Neue Freie Presse budapesti tudósítójaként is működött. Németül írott humoros elbeszélései különböző hazai, bécsi, berlini lapokban és önálló kötetekben jelentek meg. Több Jókai regényt fordított.
Felesége Stark Terézia (1862–1935) volt.

## Főbb művei
- Halbseide (elbeszélés, Budapest, 1881)
- Aus den Memoiren eines Wirkelkindes (Budapest, 1887; Egy pólyásbaba emlékiratai, ford. Gyalui Farkas, Budapest, 1896)
- Backfischträume (humoreszkek, 1890: uő, Gizike naplója. Egy bakfis emlékiratai, Kolozsvár, 1890)
- Von der Keiteken Seite ('A vidám oldaláról', humoreszkek, 1892)
- Leichte Reizungen ('Könnyed izgalmak', esszék, 1895)
- Kleiner Lackspiegel ('Kicsi lakktükör', humoreszkek, 1897)